# Hypena passerinalis
Hypena passerinalis là một loài bướm đêm trong họ Erebidae.